# Mediumplåtverk
Mediumplåtverk är ett varmvalsverk för tillverkning av plåt med färdigtjocklekar mellan 3 och 5 mm. För ändamålet används vanligtvis kvartovalsverk med kraftiga stödvalsar, detta för att göra plåten jämntjock och plan.